# Estación Ovalle
Ovalle fue una estación de ferrocarril que se hallaba dentro de la comuna homónima, en la Región de Coquimbo de Chile. Fue parte del Longitudinal Norte y actualmente se encuentra inactiva, con las vías levantadas.

## Historia
Inicialmente el ferrocarril que unía a La Serena y Coquimbo con Ovalle llegaba solo hasta la zona de Puntilla, ubicada 3 km al nororiente de la ciudad. El 5 de marzo de 1908 se inició la construcción del tramo que conectaría ambas localidades, y el 27 de diciembre del mismo año se inauguraba dicha sección con la entrada de la locomotora "Coquimbo N° 1" a la ciudad. El 18 de marzo de 1909 llegó a la ciudad el primer tren proveniente de Tongoy como parte de la extensión del ramal que conectaba con dicha ciudad.
Cerca de la estación se construyó una maestranza para realizar reparaciones de locomotoras de vapor, coches de pasajeros y carros de carga. Se inauguró en 1915, generando empleo y formando técnicamente a centenares de trabajadores ferroviarios. En 1923 seguía en construcción el «pabellón higiénico» para el personal de la maestranza.
El edificio que albergó a la estación hasta su cierre fue construido en 1935, siendo inaugurado al año siguiente. La construcción fue diseñada por los arquitectos Juan Vigneau y Guillermo Rencoret Bezanilla.
La estación dejó de prestar servicios cuando el Longitudinal Norte suspendió el transporte de pasajeros en junio de 1975. El edificio que albergaba a la estación es la sede del Museo del Limarí desde 1996.